# 袖ケ浦市立蔵波小学校
袖ケ浦市立蔵波小学校（そでがうらしりつ くらなみしょうがっこう）は、千葉県袖ケ浦市にある公立小学校。

## 沿革
- 1982年（昭和57年）
  - 4月2日 - 長浦小学校より分離し、袖ヶ浦町立蔵波小学校開校。
  - 8月 - 新校舎（現在地）へ移転。
- 1983年（昭和58年）
  - 2月 - 屋内運動場竣工。
  - 8月 - プール竣工。
- 1984年（昭和59年）
  - 1月 - 校章・校歌制定。
  - 11月 - 校舎増築竣工。
- 1988年（昭和63年）4月 - 特殊学級開設。
- 1990年（平成2年）9月 - グランド改修工事完了。
- 1991年（平成3年）4月1日 - 袖ヶ浦町の市制施行により、袖ケ浦市立蔵波小学校と改称。
- 1994年（平成6年）6月 - プール塗装工事。
- 2002年（平成14年）4月 - 二期制を導入（15年度より二学期制）。
- 2007年（平成19年）4月 - 言語通級教室開設。
- 2009年（平成21年）
  - 3月 - 新校舎完成（特別棟4教室竣工）。
  - 4月 - 全学年5学級編成。
- 2012年（平成24年）9月 - 創立30周年記念航空写真撮影。
- 2017年（平成29年）
  - 9月 - 創立35周年記念航空写真撮影。
  - 11月 - トイレ改修工事終了。
- 2018年（平成30年）9月 - 体育館床改修工事終了。
- 2019年（平成31年・令和元年）
  - 3月 - 増設校舎完成（普通教室2教室竣工）。
  - 7月 - 普通教室へのエアコン設置が完了し、運用開始。
- 2020年（令和2年）3月 - インターネット光回線工事が完了し、供用開始。
- 2021年（令和3年）4月 - 児童一人一台タブレットPC配備。大型提示装置全クラス設置。

## 通学区域と進学先中学校
出典

### 通学区域
- 長浦駅前1丁目（全域）
- 長浦駅前2丁目（全域）
- 長浦駅前3丁目（全域）
- 長浦駅前4丁目（全域）
- 長浦駅前5丁目（全域）
- 長浦駅前6丁目（全域）
- 長浦駅前7丁目（全域）
- 長浦駅前8丁目（1番地～11番地・12番地2号～23番地）
- 久保田1丁目（全域）
- 久保田2丁目（全域）
- 大字久保田（1番地～1436番地・1476番地～1481番地・1496番地～1503番地・1616番地～3650番地）
- 代宿（1番地～693番地・737番地・738番地・743番地～747番地・749番地～771番地・774番地～1252番地）
- 久保田代宿入会地（5番地1号～11番地16号）
- 長浦（1番地1号～138番地2号・1590番地2号・1590番地3号・1637番地(枝番無し・2号)）
- 北袖（全域）
- 椎の森（全域）

### 進学先中学校
- 袖ケ浦市立長浦中学校

## 周辺
- 長浦第二児童放課後クラブ - 同一建物内
- 長浦県営住宅 - 袖ケ浦市道をはさんで、敷地が隣接。
- さつき歯科診療所 - 袖ケ浦市道をはさんで、敷地が隣接。
- 久保田公園 - 袖ケ浦市道交差点をはさんだ、対角線上に位置する。
- 袖ケ浦市立長浦中学校 - 袖ケ浦市道交差点をはさんだ、対角線上に位置する。
- 主婦の店長浦店

## アクセス
- 「長浦駅前二丁目」停留所下車後、
  - 長浦駅前方面発のりばから、徒歩約290m・約5分。
  - 長浦駅前方面行のりばから、徒歩約305m・約5分。
    - 停車路線は、日東交通「長浦線」と小湊鉄道バス「長02」・「長03」・「長05」・「長06」・「長07」の各系統。
- JR東日本内房線長浦駅より、
  - 徒歩約840m・約11分。
  - 上述の路線バスに乗車し、*「長浦駅前二丁目」停留所下車後、徒歩。